# Achille (bande dessinée)
Achille est une série de bande dessinée du Français Jean Ache, créée dans Mon journal no 1 en 1946 et publiée par intermittence dans divers titres jusqu'en 1971. 
Jean-Michel Thiriet reprit brièvement le personnage d'Achille pour une série de strips en 2006.

## Synopsis
Achille est un chien perspicace qui résout divers énigmes avec Lastuce et Crémolet, deux petits garçons parfois accompagnés de leur oncle Arthur.

## Séries

### Achille chien de race
La série, créée par Jean Ache en 1946, commença sous le titre d'Achille chien de race sous forme de strips dans le no 1 du périodique Mon Journal de l'éditeur du même nom. Ces strips humoristiques et les quelques planches de gag mettaient en scène un petit chien noir astucieux du nom d'Achille qui apparu ensuite dans tout les numéros du périodique.

### Lastuce, Crémolet et leur chien Achille
Début 1947, dans les numéros no 23 à no 25 du périodique Mon Journal apparut une annonce titrant Achille a enfin trouvé une famille !. Cette annonce préparait l'arrivée de la nouvelle série Lastuce, Crémolet et leur chien Achille, toujours par Jean Ache, dont la première planche parue dans le numéro no 26. Achille y apparait comme un chien aimant à enquêter sur diverses énigmes, aidé et accompagné par deux jeunes garçons, Lastuce et Crémolet, ainsi parfois que par leur oncle Arthur.

### Achille, Lastuce et Crémolait
Dans les années 60, Jean Ache fit réapparaitre ses personnages dans la publication sous petit format des éditions de Poche de Arabelle dans des histoires courtes sous le titre de Achille, Lastuce et Crémolait. Trois histoires furent alors publiées :
- Arabelle no 2 (1967) : Achille, Lastuce et Crèmolait : Y a un os ! – 11 planches. (Reprise de Le journal de Bibi Fricotin no 14. Réédité dans Super J no 29) – Jean Ache
- Arabelle no 3 (1967) : Achille, Lastuce et Crèmolait : 'Yéti ou y-est-y pas !' – 12 planches. (Reprise de Le journal de Bibi Fricotin no 15. Réédité dans Super J no 32)
- Arabelle no 4 (1968) : Achille, Lastuce et Crèmolait : Gare aux espions ! – 14 pl. (Reprise de Le journal de Bibi Fricotin no 17. Réédité dans SUPER J no 31)

### Revues diverses
Jean Ache ne créa plus d'histoires mettant en scène ses personnages après les années 60 mais ne les ignora pas entièrement, les faisant apparaitre dans diverses publications au cours des années 70 et 80. Des dessins furent ainsi publiés dans les no 15 et no 21) de la revue Hop ! en 1978 et 1979 et dans le no 45 de la revue Le Collectionneur de Bandes Dessinées en 1984.

### Achille, le chien
Les personnages restèrent inutilisés après la mort de leur auteur jusqu'en 2006, lorsque Jean-Michel Thiriet repris Achille dans une petite série de strips sous le titre de Achille, le chien, publiés dans les no 3560, 3563 et 3564 du journal Spirou. 